# Gare de Clères
La gare de Clères est une gare ferroviaire française de la ligne de Malaunay - Le Houlme à Dieppe, située sur le territoire de la commune de Clères, dans le département de la Seine-Maritime, en Normandie. Elle permet notamment la desserte du Parc zoologique de Clères.
Elle est mise en service en 1855 par la Compagnie des chemins de fer de l'Ouest.
C'est devenu une halte de la Société nationale des chemins de fer français (SNCF), desservie par des trains TER.

## Situation ferroviaire
Établie à 113 mètres d'altitude la gare de Clères est située au point kilométrique (PK) 160,610 de la ligne de Malaunay - Le Houlme à Dieppe, entre les gares de Montville et de Saint-Victor.
Ancienne gare de bifurcation, elle est également l'origine du raccordement de Clères (non exploité), qui rejoint la ligne de Montérolier - Buchy à Motteville à la bifurcation de Beautot.

## Histoire
La station de Clères est mise en service le 16 novembre 1855, après que la Compagnie anonyme des chemins de fer de Dieppe et de Fécamp eut ouvert à l'exploitation le 1er août 1848 les 51 km de sa ligne de Malaunay à Dieppe.
À partir du 18 avril 1867, elle connait une première augmentation sensible de son activité avec le raccordement à Étaimpuis, sur la ligne de Dieppe, de celle venant de Montérolier ouverte par la Compagnie des chemins de fer du Nord. Le 1er juillet 1876, avec la mise en service d'un embranchement vers Motteville construit par la Compagnie des chemins de fer de l'Ouest, elle devient gare de rebroussement pour les trains directs entre Le Havre et Amiens. En 1913, elle recevra l'appoint du trafic, au demeurant modeste, engendré par une ligne à voie métrique d'intérêt local de la Compagnie des chemins de fer de Normandie, dont la gare est construite juste en face. À partir de 1916, l'établissement, pour les besoins de la guerre, d'une connexion de six kilomètres entre Étaimpuis et Beautot raccourcissant le trajet entre Le Havre et Amiens, lui fera perdre le transit des trains reliant ces deux villes.
Le 2 octobre 1938, dans le cadre d'un premier plan de coordination rail-route, elle perdra également le «service des voyageurs, bagages, chiens et colis express» vers Motteville et Montérolier-Buchy, désormais assuré par autocars, pour ne conserver que celui de la ligne de Dieppe.
En 2015, la SNCF estimait la fréquentation annuelle à 176 088 voyageurs.

## Service des voyageurs

### Accueil
Halte SNCF, c'est un point d'arrêt non géré (PANG) à accès libre. Elle dispose de deux quais avec abris.
Une passerelle permet la traversée des voies.

### Desserte
Clères est desservie par les trains TER Normandie (ligne de Rouen-Rive-Droite à Dieppe).

### Intermodalité
Un parc pour les vélos (20 places dont 12 couvertes) et un parking pour les véhicules (60 places) y sont aménagés.

## Patrimoine ferroviaire
L'actuel abri de la voie 2 de la halte de Clères, conçu pour répondre aux critères de haute qualité environnementale, est inauguré en 2011. Cette inauguration entraîne la fermeture du bâtiment voyageurs utilisé jusqu'alors. Ce dernier est racheté par la commune de Clères la même année.
Après une consultation menée en 2017 auprès des usagers de la gare, l'ancien bâtiment voyageurs, inutilisé depuis sa fermeture au public en 2011, est réhabilité et étendu pour devenir la maison de santé de la commune à la fin de l'année 2020,.

## Galerie de photographies

Galerie de photographies
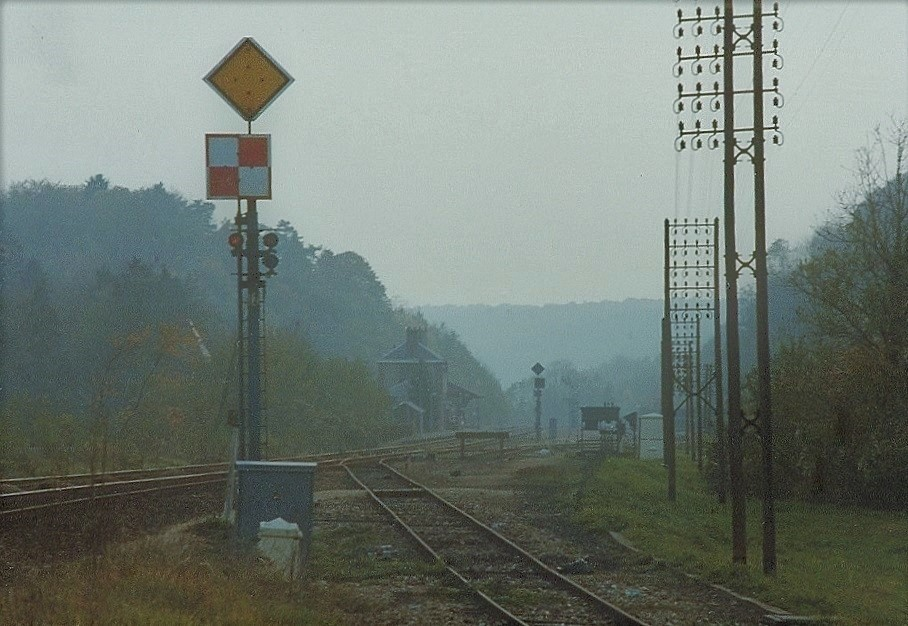
Vue de la gare, direction Rouen, en octobre 1978 (la ligne venant de Dieppe est à gauche, celle venant de Motteville à droite).
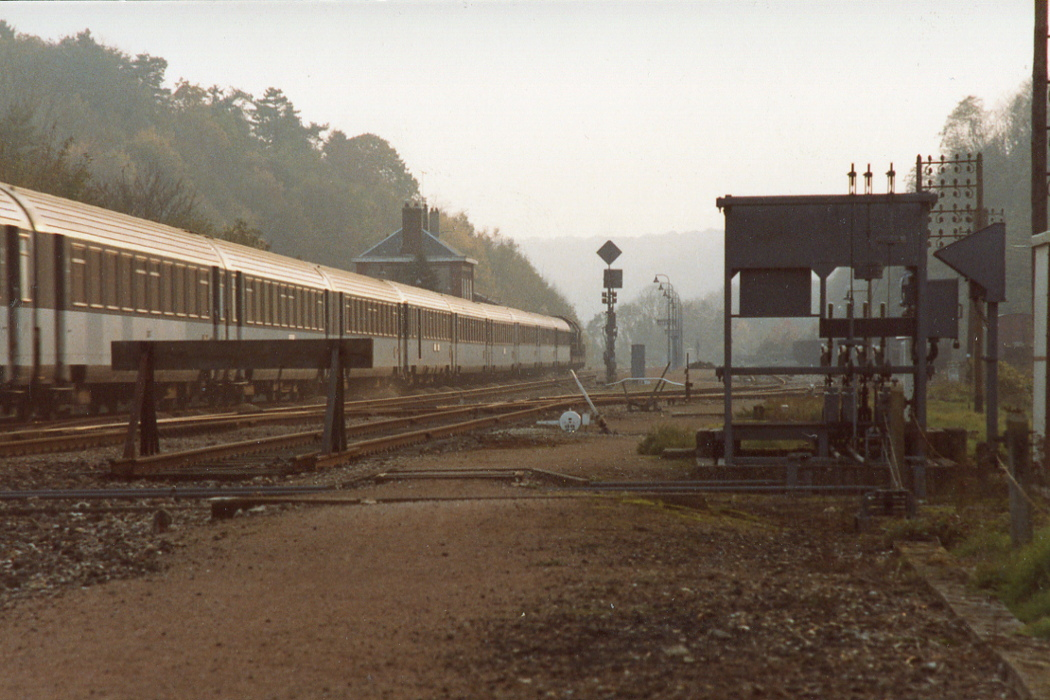
Passage du train Corail Dieppe-Paris de fin d'après-midi en 1978.
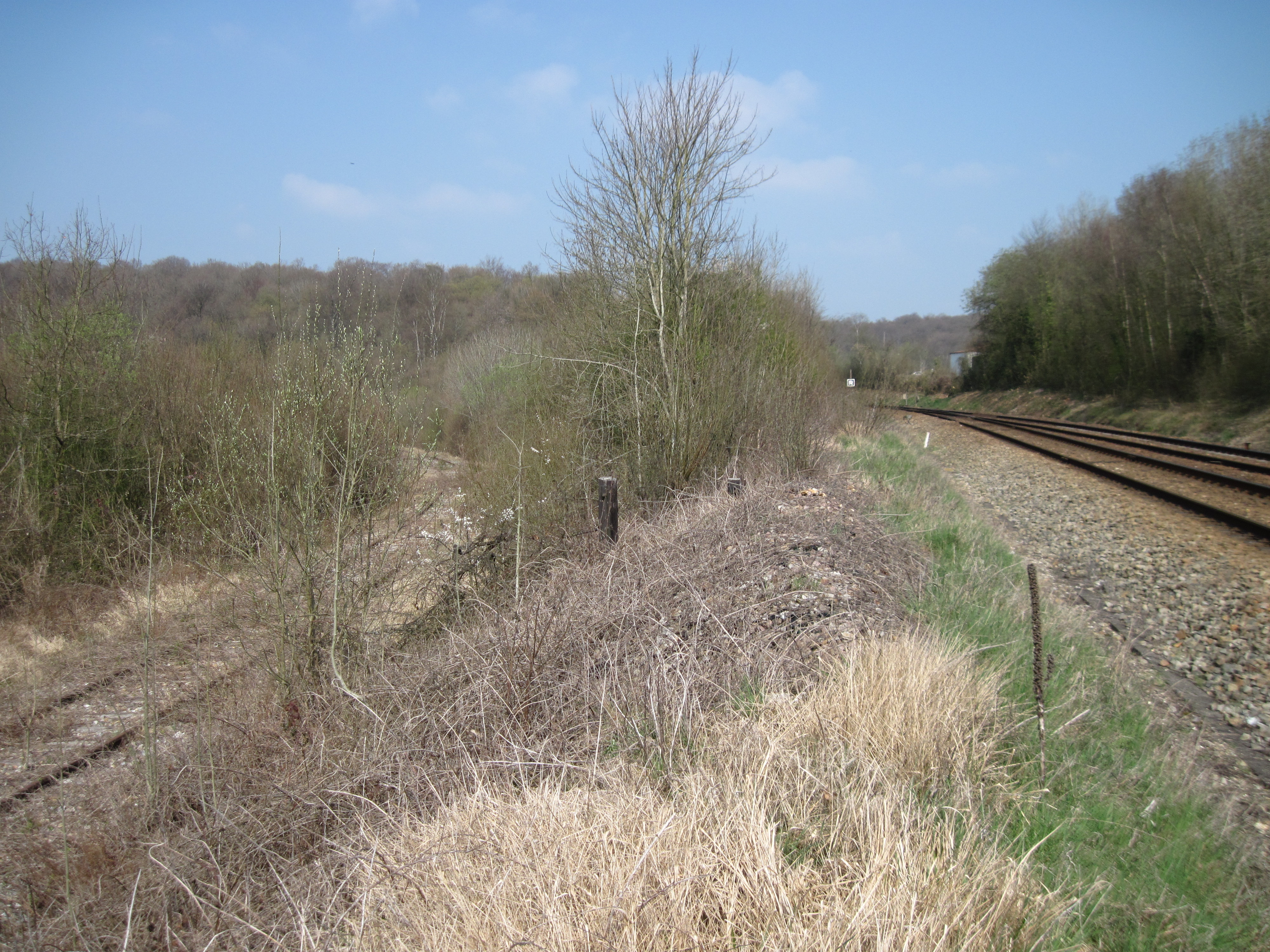
Sortie nord de la gare en 2012. À droite la ligne de Dieppe, à gauche celle vers Motteville.